# Ahron Bregman

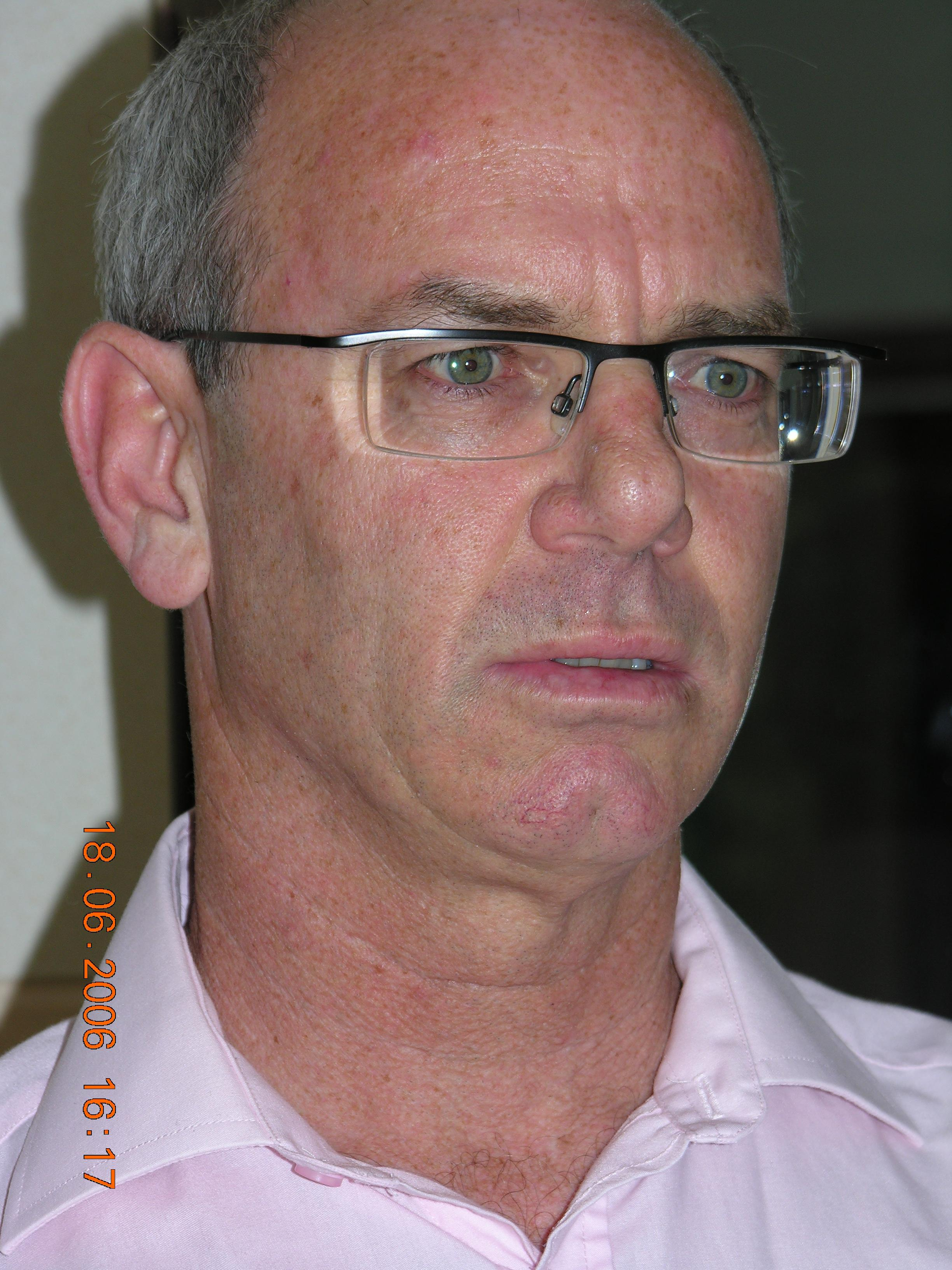
Ahron Bregman

Ahron (Ronnie) Bregman (Hebreeuws: אהרון ברגמן) (Israël, 1958) is een Israëlische journalist en politicoloog. Hij heeft zich gespecialiseerd in de problematiek van het Midden-Oosten, met name in het Arabisch-Israëlisch conflict en heeft op dat gebied diverse publicaties op zijn naam staan.

## Levensloop
Na zijn militaire dienstplicht waarbij hij onder meer was betrokken bij de Litani-operatie van 1978 en de Libanonoorlog van 1982 studeerde hij aan de Hebreeuwse Universiteit van Jeruzalem politicologie en internationale betrekkingen. Voorts was hij een tijdlang werkzaam als parlementair medewerker bij het Israëlische parlement de Knesset.
In 1988 vertrok Bregman naar het Verenigd Koninkrijk nadat hij in een vraaggesprek met de Israëlische krant Haaretz had gezegd dat hij niet in de door Israël bezette Palestijnse Gebieden als reservist wenste te dienen.
Hij ging werken bij het King's College London, op de afdeling oorlogsstudies waar hij een wetenschappelijke promotie volbracht en waaraan hij als leraar tot op heden is verbonden.
Als deskundige heeft hij meegewerkt aan televisieseries van de BBC over het Arabisch-Israëlische conflict.

Verder schrijft hij sinds 1994 voor de Britse krant The Daily Telegraph levensbeschrijvingen van overleden, al dan niet uit Israël afkomstige Joodse personen.

## Boeken
- Living and Working in Israel
- Israel's Wars: A History since 1947
- Israel and the Arabs: An Eyewitness Account of War and Peace in the Middle East
- The Fifty Years War: Israel and the Arabs (samen met Jihan El-Tahri, ter begeleiding van onderstaande televisieserie)
  - Nederlandse vertaling: Israël en de Arabieren: De vijftigjarige oorlog, druk 1998, 320 blz., uitgeverij Het Spectrum - Utrecht, ISBN 9027443998
- Israel's Wars: 1947-93
- A History of Israel
- Elusive Peace: How the Holy Land Defeated America (ter begeleiding van onderstaande televisieserie)
- Cursed Victory: A History of Israel and the Occupied Territories[1]

## Televisie
- Israel and the Arabs: The Fifty Years War
- Israel and the Arabs: Elusive Peace